# SOS (ABBA-dal)
Az SOS című dal a svéd ABBA 1975-ben megjelent azonos címet viselő ABBA stúdióalbumról kimásolt kislemez, melynek B. oldalán a Man In The Middle című dal kapott helyet.
A dal svéd nyelven Agnetha Elva Kvinnor I Et Husen című 1975-ös szólólemezén is megtalálható, valamint kislemezen is megjelent. Az SOS című dal volt a Waterloo című dal óta az egyik legnagyobb világsláger.

## Előzmények
A dalt Benny Andersson, Björn Ulvaeus és Stig Anderson írták, melyet a Glen Stúdióban rögzítettek 1974. augusztus 22–23-án. Címét maga Stig adta, bár a szövegeket Ulvaeusék írták, címe eredetileg "Turn Me On" lett volna.
A dal egyedülállónak számított a kor popdalai között, mely kíséret nélküli klasszikus billentyűzettel nyit egy lehangolt D-minor kulcsban. Ellentétben az ABBA korábbi dalaival, a vokál Fältskog érzelmi szóló énekével kezdődik. A lehangoló akkordokat a Minimoog szintetizátor dallama és a női vokál határozza meg, ekkor egy kórus hangzásba csap át, melyet egy torzított elektromos gitár és a kórus határoz meg.
Annak ellenére, hogy az SOS több slágerlistán is az első helyezést érte el, a So Long című dalt választották az album első kislemezének, elsősorban azért, mert hasonló a Waterloo című dalhoz.
Björn Ulvaeus elmondta, hogy három év elteltével próbálta meghatározni a dal stílusát, mivel a rajongók csupán pop csapatként emlegették őket.
A zenekar első látogatása az Egyesült Államokba 1975. november 15-én történt, amikor meghívást kaptak az American Bandstand című show-műsorba, mely Los Angelesben volt.

## Videóklip
A zenei videót Lasse Hallstrom rendező készítette. A videó nagy része egy kameraállásból került rögzítésre, mintha egy toronyból származnának. A tagok arcai néha torzulnak a fényekből eredően.
A videóklip a YouTube-on az AbbaVEVO csatornán 2009. október 8 óta elérhető, és 2017 júniusa óta több mint 40 millióan nézték meg.

## Megjelenések
7"  Jugoszlávia PGP RTB – S 53 896 
- A	SOS 3:15
- B Man In The Middle	2:55

## Slágerlista

### Heti összesítések
| Slágerlista (1975)                                    | Legjobb helyezések |
| ----------------------------------------------------- | ------------------ |
| Ausztrália ARIA                                       | 1                  |
| Ausztria Austria                                      | 2                  |
| Belgium                                               | 1                  |
| Kanada (RPM) Top Singles                              | 9                  |
| Kanada (RPM) Adult Contemporary                       | 17                 |
| Hollandia (Dutch Top 40)                              | 2                  |
| Franciaország                                         | 1                  |
| Németország Germany                                   | 1                  |
| Írország Ireland                                      | 4                  |
| Olaszország                                           | 2                  |
| Mexikó                                                | 2                  |
| Új-Zéland                                             | 1                  |
| Norvégia Norway                                       | 2                  |
| Svájc Switzerland                                     | 3                  |
| Egyesült Királyság UK                                 | 6                  |
| Amerikai Egyesült Államok Billboard Hot 100           | 15                 |
| Amerikai Egyesült ÁllamokBillboard Adult Contemporary | 19                 |
| Amerikai Egyesült ÁllamokCashbox Top 100              | 12                 |

| Slágerlista (2001) | Legjobb helyezések |
| ------------------ | ------------------ |
| Japán              | 15                 |

### Év végi összesítések
| Slágerlista (1975)                  | Helyezések |
| ----------------------------------- | ---------- |
| Ausztrália                          | 52         |
| Kanada                              | 160        |
| Hollandia                           | 29         |
| Svájc                               | 8          |
| Amerikai Egyesült Államok Billboard | 140        |
| Egyesült Királyság                  | 48         |

| Slágerlista (1976) | Helyezés |
| ------------------ | -------- |
| Új-Zéland          | 37       |